# Man of the World 2019
Man of the World 2019 là của cuộc thi Man of the World lần thứ 3 được tổ chức tại Filoil Flying V Centre, San Juan, Metro Manila, Philippines, vào ngày 11 tháng 7 năm 2019. Nam vương Cao Xuân Tài đến từ Việt Nam trao vương miện cho người kế nhiệm là Daniel Georgiev đến từ Bulgaria vào cuối chung kết.
Nam vương Daniel Georgiev bị phế truất do từ chối ký hợp đồng độc quyền với đơn vị tổ chức cuộc thi Prime Event Productions Philippines (PEPPs). Á vương 1 Jin Kyu Kim đến từ Hàn Quốc tiếp quản vào ngày 29 tháng 7 năm 2020.

## Kết quả

### Thứ hạng
| Hạng                  | Thí sinh |
| --------------------- | --- |
| Man of the World 2019 | - Bulgaria – Daniel Georgiev (Phế truất) |
| Á quân 1              | - Hàn Quốc – Jin Kyu Kim (Thay thế) |
| Á quân 2              | - Brasil – Jean Fillippe Vitor Silva |
| Á quân 3              | - Séc – Jakub Jurcak |
| Á quân 4              | - Philippines – John Paul Ocat § |
| Top 10                | - Ấn Độ – Krishna Salak - Guinea Bissau – Vensam Lala - Hà Lan – Lars Kortleven - Nepal – Tsering Pakhrin - Tây Ban Nha – Carlos Márquez Saez                                                                         |
| Top 18                | - Bolivia – Tomas Rojas - Ecuador – Matthew Cevallos - Guam – Christian Templo - Hồng Kông – Carson Leung - Indonesia – Isaac Agung Budiman - Iran – Max Merafsha - Liberia – T-ylo Johnson - Việt Nam – Tạ Công Phát |

- § Thắng giải Online Fan Vote được vào thẳng Top 18.

### Sự kiện fast track
| Giải thưởng     | Thí sinh                       |
| --------------- | ------------------------------ |
| Online Fan Vote | - Philippines – John Paul Ocat |

### Giải thưởng đặc biệt
| Giải thưởng                   | Thí sinh |
| ----------------------------- | --- |
| Best in Advocacy              | - Brasil – Jean Fillippe Vitor Silva                                                                                 |
| Mr. Photogenic                | - Ấn Độ Krishna Salak                                                                                                |
| Mr. Congeniality              | - Guinea – Mamadou Bailo Diallo - Sudan – Eisa Hider Alfake                                                          |
| Mr. Personality               | - Liban – Adel Serhal - Maroc – Elomri Lahoucine                                                                     |
| Fashion of the World          | - Namibia – Kennedy Amadhila                                                                                         |
| Best in Beach Wear            | - Séc – Jakub Jurcak                                                                                                 |
| Best in National Costume      | Tây Ban Nha – Carlos Marquez Saez · Indonesia Isaac Agung Budiman · Ấn Độ Krishna Salak · Philippines John Paul Ocat |
| Best in Formal Wear           | - Hàn Quốc – Jin Kyu Kim                                                                                             |
| Best in Swimwear              | Bulgaria – Daniel Georgiev · Séc – Jakub Jurcak · Hàn Quốc – Jin Kyu Kim                                             |
| Psalmstre New Placenta Choice | - Bulgaria – Daniel Georgiev                                                                                         |
| Mr. David's Salon             | - Bulgaria – Daniel Georgiev                                                                                         |

## Các thí sinh
30 thí sinh dự thi.
| Quốc gia/vùng lãnh thổ | Thí sinh                         |
| ---------------------- | -------------------------------- |
| Ấn Độ                  | Krishna Salak                    |
| Bỉ                     | Grigor Sayadyan                  |
| Bolivia                | Tomas Rojas                      |
| Brasil                 | Jean Fillippe Vitor Silva        |
| Bulgaria               | Daniel Georgiev                  |
| Cameroon               | Ngonda Sangama André Junior      |
| Costa Rica             | Mauricio Alberto Blanco Espinoza |
| Ecuador                | Matthew Cevallos                 |
| Guam                   | Christian Templo                 |
| Guinée                 | Mamadou Bailo Diallo             |
| Guiné-Bissau           | Vensam Lala                      |
| Hà Lan                 | Lars Kortleven                   |
| Hàn Quốc               | Jin Kyu Kim                      |
| Hồng Kông              | Carson Leung                     |
| Indonesia              | Isaac Agung Budiman              |
| Iran                   | Max Merafsha                     |
| Liban                  | Adel Serhal                      |
| Liberia                | T-ylo Johnson                    |
| Maroc                  | Elomri Lahoucine                 |
| Myanmar                | Soe Khit                         |
| Namibia                | Kennedy Amadhila                 |
| Nam Phi                | Jaden Durell Ash                 |
| Nepal                  | Tsering Pakhrin                  |
| Philippines            | John Paul Ocat                   |
| Cộng hòa Séc           | Jakub Jurcak                     |
| Sudan                  | Eisa Hider Alfake                |
| Tây Ban Nha            | Carlos Márquez Saez              |
| Thái Lan               | Sapol Suporn                     |
| Trung Quốc             | Yi Ru Le                         |
| Việt Nam               | Tạ Công Phát                     |